# Matriarchát
Matriarchát (z latinského mater, což znamená matka, a řeckého archein, což znamená vládnout) je forma společnosti, kde vládne žena (matka). Je opakem patriarchátu.
Podle kdysi vlivné hypotézy švýcarského antropologa J. Bachofena, kterou převzal i F. Engels a další, měl být matriarchát období v pravěku, které předcházelo patriarchátu. Pozdější zkoumání však ukázala, že u Bachofenem uváděných společností se o žádné „vládě“ nedá mluvit. Matriarchát se dle Bachofena vyznačuje důrazem na krevní pouto, rovnost všech lidí, nepodmíněnou lásku, vazbu k půdě a pasivní přijetí přírodních daností. 

## Charakteristika
V matriarchátu je silný prvek rovnosti, protože všichni jsme děti matky Země, která má všechny své děti stejně ráda. Láska se zde nezakládá na zvláštních zásluhách, ale štěstí, jako cíli života. Ten tak získává nejvyšší hodnotu. V tomto systému je nejposvátnější vazba matky a dítěte. Nejhorším zločinem je tak matkovražda.

## Sociální fungování
Matriarchát není pouze opakem patriarchátu, kde ženy mají vyšší společenské postavení než muži. Matriarchát bývá založený na vztahu matka-potomek a bere v potaz základní mateřské hodnoty: příprava výživy, pečování o domácnost, pocit lásky, které jsou důležité pro všechny. Pro matky i ženy, které matkami nejsou, pro ženy i muže. Matriarchální společnosti jsou vědomě postaveny na těchto mateřských hodnotách a právě proto jsou často označovány[kým?] jako realističtější a přirozenější než společnosti patriarchální.[zdroj?] Jsou založeny potřebě, nikoliv chtíče. Snaží se uspokojit potřeby všech členů skupiny. Matriarchát tedy vychází z biologického pudu – mateřství.

## Struktura
Matriarchální společnost je založená na klanovém uskupení v čele s matkou. Muž může být vůdce klanu, pokud jeho roli ostatní vnímají jako mateřskou. Soužití v matriarchátu má sesterský charakter. Biologická matka dává klanu jméno a společenské postavení, příbuzenské vazby fungují na principu matrilinearity. Celá společnost je matriarchát od okamžiku, kdy je tvořena více než třemi generacemi. Matrilokalita je pro klan důležitá, protože všichni členové žijí dohromady na jednom místě.

## Současnost
V současné antropologii se termín matriarchát téměř neužívá. Místo toho se objevuje pojem matrilinearita, tj. uspořádání, kde se osobní status a privilegia, případně i majetek dědí v mateřské linii.
Matriarchát není jen otázkou minulosti, ale můžeme jej najít i v současných kulturách. Jedná se převážně o východní Indii, Nepál, Čínu, Indonésii, Jižní Ameriku a různé části Afriky. Jedním z příkladů je národ Minangkabau sídlící na Indonéském ostrově Sumatra. Místní obyvatelé uctívají matku více, než kohokoliv jiného z rodiny. Majetek zde dědí dcery a ženy. Muži se po svatbě stěhují do domů svých manželek, kde manželky bydlí společně se svými matkami.